# 오델로 (1965년 영화)
오델로(Othello)는 영국에서 제작된 스튜어트 버지 감독의 1965년 영화이다. 로버트 랭 등이 주연으로 출연하였고 존 브라번 등이 제작에 참여하였다.

## 출연

### 주연
- 로버트 랭
- 프랭크 핀레이

### 조연
- 안소니 니콜스
- 로렌스 올리비에
- 로이 홀더
- 데릭 제이코비
- 데이빗 하그리브즈

## 제작진
- 원작자: 윌리엄 셰익스피어
- 미술: 윌리엄 켈너
- 의상: 조셀린 허버트